# A9 (Nigeria)
Die A9 ist eine Fernstraße in Nigeria, die in Katsina an der Ausfahrt der A2 beginnt und in Jibia endet. Sie ist 244 Kilometer lang.